# Vikići
Vikići so naselje v občini Bihać, Bosna in Hercegovina. 

## Deli naselja
Bunići, Čavnik, Izačić-Grad in Vikići.

## Prebivalstvo
| Pregled števila prebivalcev po letih | Pregled števila prebivalcev po letih | Pregled števila prebivalcev po letih | Pregled števila prebivalcev po letih | Pregled števila prebivalcev po letih | Pregled števila prebivalcev po letih |
| ------------------------------------ | ------------------------------------ | ------------------------------------ | ------------------------------------ | ------------------------------------ | ------------------------------------ |
| 1948                                 | 1953                                 | 1961                                 | 1971                                 | 1981                                 | 1991                                 |
| -                                    | -                                    | -                                    | 841                                  | 1.000                                | 1.101                                |

| Narodna sestava prebivalstva po letih                                                                                        | Narodna sestava prebivalstva po letih                                                                                         | Narodna sestava prebivalstva po letih                                                                                           |
| --- | --- | --- |
| 1971 | 1981 | 1991 |
| . skupaj: 841 Muslimani 804 (95,60 %) Srbi 20 (2,37 %) Hrvati 13 (1,54 %) Jugoslovani 0 (0,00 %) drugi in neznano 4 (0,47 %) | . skupaj: 1.000 Muslimani 972 (97,20 %) Srbi 5 (0,50 %) Hrvati 0 (0,00 %) Jugoslovani 15 (1,50 %) drugi in neznano 8 (0,80 %) | . skupaj: 1.101 Muslimani 1.079 (98,00 %) Srbi 18 (1,63 %) Hrvati 1 (0,09 %) Jugoslovani 1 (0,09 %) drugi in neznano 2 (0,18 %) |